# Nuclis Revolucionaris
Nuclis Revolucionaris (grec: Επαναστατικοί Πυρήνες; Epanastatiki Pyrines; anteriorment l'Epanastatikos Laikos Agonas) és un grup revolucionari d'extrema esquerra de Grècia, format el 1995.
Es creu que el grup té molt pocs membres i va ser responsable o creïblement sospitós de cometre dotze atemptats entre 1996-2000 i un en 2009. A més, Nuclis Revolucionaris és responsable d'una mort i tres ferits. No obstant això, aquest grup apareix a la Llista d'Organitzacions Terroristes Estrangeres del Departament d'Estat dels EUA i a la llista d'organitzacions terroristes de la Unió Europea.